# Toro (kommun i Colombia, Valle del Cauca, lat 4,63, long -76,08)
Toro är en kommun i Colombia.   Den ligger i departementet Valle del Cauca, i den centrala delen av landet, 220 km väster om huvudstaden Bogotá. Antalet invånare är 15 913.